# Rafi ud-Darajat
 (novembre 2017).
Si vous disposez d'ouvrages ou d'articles de référence ou si vous connaissez des sites web de qualité traitant du thème abordé ici, merci de compléter l'article en donnant les références utiles à sa vérifiabilité et en les liant à la section « Notes et références ».
Rafi-ul Darjat (1er décembre 1699 – 13 juin 1719), le plus jeune fils de Rafi-ush-Shan et le neveu d'Azim ush Shan, a été le dixième Empereur Moghol. Il succède à Farrukhsiyâr le 28 février 1719, proclamé Badshah par les frères Sayyid.

## Règne

### Rôle des frères Sayyid
Les frères Sayyid ont profité du fait que Rafi-ul Darajat leur devait son trône. Ils voulaient qu'il soit leur marionnette et ont donc pris des mesures pour restreindre son pouvoir. Le précédent empereur Farrukhsiyâr a été déposé par les frères Sayyid, alors qu'il tentait de conserver son indépendance.

### Prétention de rivaux au trône
Le règne de Rafi Ud-Darjat a été très mouvementé. Le 18 mai 1719, moins de trois mois après son accession au trône, l'oncle de Rafi Ud-Darjat, Nekusiyar, monta sur le trône au Fort d'Agra, se pensant plus capable pour ce poste.
Les frères Sayyid étaient très déterminés à défendre l'empereur qu'ils avaient fait monter sur le trône, et à punir le délinquant. Ils y sont rapidement arrivés. Trois mois seulement après l'intronisation de Nekusiyar, le fort se rend et Nekusiyar est capturé. Il a été respectueusement reçu par Amir Ul-Umara et confiné à Salimgarh où il mourut en 1723.

## Mort
Avant de mourir, Rafi-ud-Darajat demande que son frère aîné soit intronisé. En conséquence, le 6 juin 1719, après un règne de 3 mois et six jours, il est détrôné. Deux jours plus tard, son frère, Rafi ud-Daulah, est intronisé. Rafi Ud-Darjat décède le 13 juin 1719 à Agra d'un cancer du poumon ou victime d'un assassinat. Sa dépouille est inhumée à proximité du sanctuaire de saint Soufi Khawaja Qutbuddin Bakhtiar Kaki à Mehrauli dans Delhi.